# Grand Prix automobile du Japon 1976
Le Grand Prix automobile du Japon 1976 est une course de Formule 1, dernière manche du championnat du monde 1976, disputée le 24 octobre 1976 sur le circuit de Fuji. Au départ de l'épreuve, disputée sous l'averse, Niki Lauda, revenu au volant après son accident du 1er août au Grand Prix d'Allemagne sur le Nürburgring, est en tête du classement des pilotes avec trois points d'avance sur James Hunt. Lauda décide pourtant d'abandonner après seulement deux tours de course en expliquant que piloter dans ces conditions est trop dangereux. Hunt, en se classant troisième, remporte le titre mondial avec un point d'avance sur Lauda. 

## Classement
| Pos  | N° | Pilote             | Écurie             | Tours | Temps/Abandon      | Grille | Points |
| ---- | -- | ------------------ | ------------------ | ----- | ------------------ | ------ | ------ |
| 1    | 5  | Mario Andretti     | Lotus-Ford         | 73    | 1 h 43 min 58 s 86 | 1      | 9      |
| 2    | 4  | Patrick Depailler  | Tyrrell-Ford       | 72    | + 1 tour           | 13     | 6      |
| 3    | 11 | James Hunt         | McLaren-Ford       | 72    | + 1 tour           | 2      | 4      |
| 4    | 19 | Alan Jones         | Surtees-Ford       | 72    | + 1 tour           | 20     | 3      |
| 5    | 2  | Clay Regazzoni     | Ferrari            | 72    | + 1 tour           | 7      | 2      |
| 6    | 6  | Gunnar Nilsson     | Lotus-Ford         | 72    | + 1 tour           | 16     | 1      |
| 7    | 26 | Jacques Laffite    | Ligier-Matra       | 72    | + 1 tour           | 11     |        |
| 8    | 24 | Harald Ertl        | Hesketh-Ford       | 72    | + 1 tour           | 22     |        |
| 9    | 18 | Noritake Takahara  | Surtees-Ford       | 70    | +3 tours           | 24     |        |
| 10   | 17 | Jean-Pierre Jarier | Shadow-Ford        | 69    | + 4 tours          | 15     |        |
| 11   | 51 | Masahiro Hasemi    | Kojima-Ford        | 66    | + 7 tours          | 10     |        |
| Abd. | 3  | Jody Scheckter     | Tyrrell-Ford       | 58    | Surchauffe         | 5      |        |
| Abd. | 21 | Hans Binder        | Wolf-Williams-Ford | 49    | Roue               | 25     |        |
| Abd. | 16 | Tom Pryce          | Shadow-Ford        | 46    | Moteur             | 14     |        |
| Abd. | 9  | Vittorio Brambilla | March-Ford         | 38    | Panne électrique   | 8      |        |
| Abd. | 34 | Hans-Joachim Stuck | March-Ford         | 37    | Panne électrique   | 18     |        |
| Abd. | 12 | Jochen Mass        | McLaren-Ford       | 35    | Accident           | 12     |        |
| Abd. | 28 | John Watson        | Penske-Ford        | 33    | Moteur             | 4      |        |
| Abd. | 52 | Kazuyoshi Hoshino  | Tyrrell-Ford       | 27    | Pneumatique        | 21     |        |
| Abd. | 20 | Arturo Merzario    | Wolf-Williams-Ford | 23    | Boîte de vitesses  | 19     |        |
| Abd. | 30 | Emerson Fittipaldi | Copersucar-Ford    | 9     | Retrait volontaire | 23     |        |
| Abd. | 8  | Carlos Pace        | Brabham-Alfa Romeo | 7     | Retrait volontaire | 6      |        |
| Abd. | 1  | Niki Lauda         | Ferrari            | 2     | Retrait volontaire | 3      |        |
| Abd. | 7  | Larry Perkins      | Brabham-Alfa Romeo | 1     | Retrait volontaire | 17     |        |
| Abd. | 10 | Ronnie Peterson    | March-Ford         | 0     | Moteur             | 9      |        |
| Nq.  | 54 | Tony Trimmer       | Maki-Ford          |       | Non qualifié       |        |        |
| Np.  | 21 | Masami Kuwashima   | Wolf-Williams-Ford |       | Forfait            |        |        |

Légende :
- Abd.=Abandon
- Nq.=Non qualifié
- Np.=Non partant

## Pole position et record du tour
- Pole position : Mario Andretti en 1 min 12 s 77 (vitesse moyenne : 215,644 km/h).
- Tour le plus rapide : Jacques Laffite en 1 min 19 s 97 au 70e tour (vitesse moyenne : 196,229 km/h)

- Annonce initiale du tour le plus rapide : Masahiro Hasemi en 1 min 18 s 23 au 25e tour (vitesse moyenne : 200,593 km/h)[1].

À l'issue de la course, Masahiro Hasemi se voit officiellement crédité du meilleur tour en course. 
La validité de ce meilleur tour est immédiatement discutée, tant le déroulement de la course a été confus et la direction de course parfois dépassée. Son meilleur tour a été signé officiellement au 25e tour, et ce, en se faisant dépasser par trois pilotes ce tour là, mettant donc le doute sur sa validité. Quelques jours plus tard, la Fédération automobile japonaise reconnaît une erreur de chronométrage et annonce que le meilleur tour en course a été réalisé par Jacques Laffite,.

## Tours en tête
- James Hunt : 61 (1-61)
- Patrick Depailler : 2 (62-63)
- Mario Andretti : 10 (64-73)

## À noter
- 2e victoire pour Mario Andretti.
- 58e victoire pour Lotus en tant que constructeur.
- 96e victoire pour Ford Cosworth en tant que motoriste.
- 1re édition du Grand Prix du Japon.
- 1er Grand Prix pour l'écurie japonaise Kojima.
- 1er Grand Prix pour le manufacturier de pneumatiques Bridgestone qui ne reviendra en Formule 1 qu'en 1997.
- Dernier engagement pour Maki, écurie japonaise présente depuis 1974 et qui n'est jamais parvenue à prendre le départ d'un Grand Prix.
- Masami Kuwashima déclare forfait pour le Grand Prix à la suite du retrait de ses sponsors qui n'ont pas payé Walter Wolf. Le pilote japonais, pourtant qualifié, est remplacé in extremis par le pilote autrichien Hans Binder.